# José da Costa Barros
José da Costa Barros (†julho de 1845) foi padre e político brasileiro. Deputado provincial do Ceará por três mandatos: 1835 a 1837, 1838 a 1839 e 1840 a 1841. Irmão de Pedro José da Costa Barros, batizou José de Alencar.

## Biografia
Nasceu em Aracati, Ceará, filho de Antônia José de Sousa Braga, pernambucana, e do mestre-de-campo Pedro José da Costa Barros, natural de Ponte de Lima, Portugal. Neto, por via paterna, de Ana da Rocha e José da Costa, naturais de Ponte de Lima, e, pelo lado materno, Teresa Joaquina e Salvador de Sousa Braga, naturais da Ilha de São Miguel dos Açores. Era irmão do senador Pedro José da Costa Barros, mas, ao contrário deste, tinha ideais republicanos.
Era vigário de Monte-Mor (atual Pacajus), em 1824, quando tomou parte no movimento da Confederação do Equador, combatida por seu irmão, e tomou então o apelido patriótico de Jaguaribe.
Era pró-pároco em Fortaleza, em 1831. No ano seguinte, foi nomeado primeiro pároco da Paróquia Nossa Senhora da Conceição de Cascavel, onde permaneceu, como vigário encomendado, até 1834, sendo substituído por Domingos Carlos de Saboia.
Em 1835, fez parte, ao lado de outros colegas de sacerdócio, da primeira Assembleia Provincial do Ceará, representando o Partido Liberal. Foi reeleito deputado provincial por mais dois mandatos.
Em 1839, foi eleito candidato para a vaga de Senador do Império aberta pelo falecimento de seu irmão Pedro José. Eram seus concorrentes Antônio Ribeiro Campos, cearense de nascimento mas que representava Pernambuco na arena política, e Miguel Calmon du Pin e Almeida, futuro Marquês de Abrantes, político baiano, sem ligação alguma com o Ceará, que saiu vitorioso, num ato deliberadamente arbitrário do regente Pedro de Araújo Lima, seu amigo pessoal.
Assumiu a Paróquia Nossa Senhora da Conceição de Sobral, em 2 de julho de 1842, ali permanecendo até sua morte, em julho de 1845. Pouco antes, fora eleito deputado geral, sem, no entanto, ser empossado, assumindo a vaga o suplente, Tomás Pompeu de Sousa Brasil.